# 公园街道 (淮南市)
公园街道，是中华人民共和国安徽省淮南市田家庵区下辖的一个乡镇级行政单位。

## 行政区划
公园街道下辖以下地区：
龙园社区、公园社区、园南社区、陈岗社区、东苑社区和淮河新城社区。